# Paul McGuigan
Paul McGuigan (n. 19 septembrie 1963, Bellshill, Scoția) este un regizor de film, cel mai bine cunoscut pentru regizarea unor filme ca Lucky Number Slevin sau Push. El a mai regizat și episoade din serialele Sherlock, Monroe sau Smash.

## Filmografie
| An   | Titlu               | Note                                                                |
| ---- | ------------------- | ------------------------------------------------------------------- |
| 1998 | The Acid House      |                                                                     |
| 2000 | Gangster No. 1      |                                                                     |
| 2003 | The Reckoning       |                                                                     |
| 2004 | Wicker Park         |                                                                     |
| 2006 | Lucky Number Slevin |                                                                     |
| 2006 | Thief               | episod pilot                                                        |
| 2008 | Takedown            | webisoade pe YouTube bazate pe Need for Speed Undercover            |
| 2009 | Push                |                                                                     |
| 2010 | Sherlock            | 2 episoade: "A Study in Pink" și "The Great Game"                   |
| 2011 | Monroe              | 3 episodes                                                          |
| 2012 | Sherlock            | 2 episoade: "A Scandal in Belgravia" și "The Hounds of Baskerville" |